# Развитие компетенций
Развитие компетенций, или наращивание потенциала (англ. Capacity building, также Capacity development) — процесс реализации, поддержки и развития способностей людей, правительств, международных и неправительственных организаций и общества в целом успешно управлять своей деятельностью для достижения измеримых и устойчивых результатов. Это определение, основанное на деятельности Организации Экономического Сотрудничества и Развития (OECD/DAC), отображает наиболее широкий возможный консенсус для развивающегося международного сообщества.
Термин вошел в лексикон международного развития в 1990-е годы. Сегодня наращивание потенциала входит в программы большинства международных организаций, таких как Всемирный банк, ООН и других неправительственных организаций. Широкое использование привело к спорам относительно его истинного смысла. Развитие компетенций часто ассоциируется с усилением квалификаций, компетенций и способностей людей и целых обществ в развивающихся странах с целью преодоления ими причин изоляции и бедности и т. д. 

## Развитие организационных компетенций
Развитие организационных компетенций (РОК) — форма развития компетенций внутри организаций, например НПО. Термин означает процесс усиления способностей организации выполнять определенную деятельность. РОК-подход используется НПО для внутреннего развития с целью лучшего исполнения своих миссий.
Алан Каплан (англ. Allan Kaplan), ведущий ученый специализирующийся по НПО, считает, что для того чтобы быть эффективными носителями развития компетенций в развивающихся странах НПО должны первыми участвовать в развитии организационных компетенций. Шаги по развитию организационных компетенций включают:
- разработка концептуальной основы
- создание организационного положения (organizational attitude)
- разработка стратегии
- разработка организационной структуры
- приобретение навыков и ресурсов[3]

Каплан считает, что эти шаги позволяют НПО быть более саморефлексивными и самокритичными, что позволяет им быть более эффективными в развитии компетенций.

## История
Термин «развитие компетенций» происходит от таких терминов как «институциональное развитие» и «организационное развитие». В 1950-е и 1960-е годы эти термины означали общественное развитие, нацеленное на усиление технологических и собственных способностей жителей сельской местности. В 1970-е годы после ряда отчетов о международном развитии акцент был сделан на развитии компетенций и технических навыков в сельской местности и государственном секторе развивающихся стран. В 1980-е годы концепция институционального развития расширилась еще больше и стала рассматриваться как долгосрочный процесс развития правительств развивающихся стран, общественных и частных институтов, неправительственных организаций.
Несмотря на то, что предшественники термина существовали до 1990-х годов, они не были настолько мощными в международном развитии как стало «развитие компетенций» в 1990-е годы.
Появление развития компетенций как ведущей концепции развития в 1990-е произошло из-за совпадения следующих факторов:
- Новые течения философии, которые продвигали расширение возможностей и участия, например Паулу Фрейре «Education for Critical Consciousness» (1973), которое подчеркивало что образование не может быть дано всеведущим учителем невежественным студентам, оно скорее результат диалога между равными.
- Исследования, проведенные в 1980-е годы, например «Capacity and Vulnerabilities Analysis» (CVA), которое имело следующие предположения:

 — развитие — это процесс, в ходе которого уязвимости уменьшаются, а компетенции возрастают
 — никто никого не развивает
 — программы помощи не являются нейтральными по отношению к развитию.
- Изменения в подходах к международному развитию

В 1980-е годы развивающиеся страны были подвергнуты «программам структурной перестройки», однако неолиберальная природа программ привела к увеличению социального неравенства. В результате были запущены «социальные программы». Рост социального неравенства, компенсирующийся «социальными программами», привел к увеличению популярности НПО в развивающихся странах, поскольку они оказались более эффективными в оказании социальных услуг бедным.
- Наконец, в 1990-е годы акцент международного развития был сделан на концепцию устойчивого развития.[5]

Отчеты, вроде CVA, и идеи, вроде Фрейре, разработанные в предыдущем десятилетии, подчеркивали, что «никто никого не развивает» и развитие возможно только через участие. Эти аргументы поставили под сомнение «программы предоставления услуг» для достижения устойчивого развития и сделали новый акцент на «развитие компетенций».

## Неполный список агентств развития компетенций
- Рамочная конвенция ООН об изменении климата
- Программа развития ООН
- Всемирный банк
- Международный валютный фонд
- Продовольственная и сельскохозяйственная организация ООН
- Всемирная продовольственная программа